# 衢州市
衢州市，简称衢，别称柯城，是中华人民共和国浙江省下辖的地级市，位于浙江省西部。市境北界杭州市，东接金华市，东南邻丽水市，南连福建省南平市，西达江西省上饶市，西北毗安徽省黄山市，因此素有“四省通衢，五路总头”之称。地处金衢盆地西部，南、西、北三面环山，地貌多为山地丘陵。东南属仙霞岭，西北属白际山，北部属千里岗山，中部为衢江谷地。常山港、江山港于城区汇合成衢江，往东横贯市境。素称“居浙右之上游，控鄱阳之肘腋，制闽越之喉吭，通宣歙之声势”，亦是长江三角洲城市群和海峡西岸城市群成员。市人民政府驻柯城区白云街道三江东路28号。
衢州是国家历史文化名城，始建于东汉初平三年（192年），有六千多年的文明史、一千八百多年的建城史；1994年，被命名为国家历史文化名城，文脉绵延流长，有江南地区保存最好的古代州级城池衢州府城、全国重点文物保护单位衢州府城墙，复建的天王塔院、文昌阁等历史文化古迹。

## 历史沿革
衢州历史悠久，早在新石器时代，人们就在这里生息。春秋时，是越国的姑蔑地，战国时属楚。秦王政二十五年（前222年）灭楚，置会稽郡，在衢州地域设太末县，今龙游建县之始。汉随秦制，由汉至晋，衢州地域皆属扬州刺史部会稽郡。东汉初平三年（192年）分太末县置新安县，为衢县建县之始。
建安二十三年（218年）分新安县置定阳县，为常山建县之始。晋太康元年（280年），因与弘农郡新安县重名，改新安为信安。唐代历属江南道、江南东道，元和方镇图中属浙东观察使。唐武德四年（621年）设衢州，並分置定阳、须江二县，为衢州建州之始，也是衢州筑城之始，距今已近1400年。唐初亦称信安郡。证圣元年（695年），分须江、定阳两县之部分，置玉山县，乾元元年（758年），玉山县改隶信州。自此至今，辖境大体未变。咸通中（860年—874年），改信安县为西安县。五代属吴越国。北宋属两浙路，乾德四年（966年），分常山县置开化场，今开化县建县之始。南宋属两浙东路。元代属江浙行省，为衢州路。明代属浙江省，称衢州府，清随明制，康熙二十三年（1684年），又成为金衢严道道治。
辛亥革命后，设立衢州军政分府。民国元年（1912年），废衢州军政分府，改西安县为衢县。民国三年（1914年），废衢州府，属金华道。十六年（1927年）废道，实行省县两级制，各县直属浙江省。1935年衢州改为省第五区行政督察专署，管辖衢县、龙游、江山、常山、开化、寿昌、遂昌、淳安八县。1946年设衢州绥靖公署。1948年又改为省第三专员公署，属址移金华。
1949年5月4日至7日，解放军相继占领衢州各县，于衢县设衢州市，并设衢州专员公署，辖衢、龙、常、开、江、遂昌六县和衢州市。1952年松阳、宣平县并入衢州专员公署管辖。1955年3月初撤销衢州专区，衢、龙、常、江等县改属金华地区专员公署。
1985年5月，中国国务院批准撤销金华地区建制，衢州升为省辖地级市，辖衢县、龙游、江山、常山、开化五县，江山市及柯城区。2001年，撤销衢县，设立衢江区。

## 自然地理

### 地貌
衢州市地质构造属江南古陆南侧，华夏古陆北缘，即跨越两个一级构造单元，中部为钱塘江凹陷地带。总的地势特征为南、北高，中部低，西部高，东部低，中部为浙江省最大的内陆盆地－金衢盆地的西半部，自西向东逐渐展宽。境内平原占15%，丘陵占36%，山地占49%。北部为千里岗山脉，西部为怀玉山脉，南部为市内最大山脉仙霞岭山脉，全市最高点为江山市的大龙岗，海拔1500.3米。最低处为东部的龙游县下童村，海拔33米。

### 气候
衢州市域属亚热带季风气候区。全年四季分明，冬夏长、春秋短，光热充足、降水丰沛、气温适中、无霜期长，具有“春早秋短、夏冬长，温适、光足，旱涝明显”的特征。全年冬季风强于夏季风，最多风向市区、常山为东北偏东风向，龙游、江山为东北风，开化为北风。境内地貌多样，春夏之交，复杂的地形条件有助于静止锋的滞留，增加降水机遇。盛夏之际，台风较难深入境内，影响较小，静热天气较多。
年平均气温为16.3℃（开化）～17.4℃（市区）。1月平均气温4.5℃～5.3℃；7月平均气温27.6℃～29.2℃；>10℃活动积温5152～5508℃，持续时间237～248天，历年平均初霜日期11月19日，终霜日期3月5日，无霜期251~261天。极端最高气温41.2℃（2013年8月11日），极端最低气温-10.4℃（1970年1月16日）。境内极端最高气温41.8℃（常山县天马镇），极端最低气温-11.4℃（龙游县龙游镇），海拔440米的梧村，曾记录过−13.9℃。
降水地域差异明显，各地年平均降水量在 1500 ～ 2300 毫米之间，沿江河谷平原在 1700 毫米以下，向两侧丘陵山地递增，递增率为 40 ～ 80 毫米 ／100 米，其中以3~6月增率最大。南北山区降水多于中部平原，西部降水多于东部。
| 衢州市气象数据（1971年至2000年） | 衢州市气象数据（1971年至2000年） | 衢州市气象数据（1971年至2000年） | 衢州市气象数据（1971年至2000年） | 衢州市气象数据（1971年至2000年） | 衢州市气象数据（1971年至2000年） | 衢州市气象数据（1971年至2000年） | 衢州市气象数据（1971年至2000年） | 衢州市气象数据（1971年至2000年） | 衢州市气象数据（1971年至2000年） | 衢州市气象数据（1971年至2000年） | 衢州市气象数据（1971年至2000年） | 衢州市气象数据（1971年至2000年） | 衢州市气象数据（1971年至2000年） |
| 月份                             | 1月                              | 2月                              | 3月                              | 4月                              | 5月                              | 6月                              | 7月                              | 8月                              | 9月                              | 10月                             | 11月                             | 12月                             | 全年                             |
| -------------------------------- | -------------------------------- | -------------------------------- | -------------------------------- | -------------------------------- | -------------------------------- | -------------------------------- | -------------------------------- | -------------------------------- | -------------------------------- | -------------------------------- | -------------------------------- | -------------------------------- | -------------------------------- |
| 历史最高温 °C（°F）              | 26.1 (79.0)                      | 28.2 (82.8)                      | 34.2 (93.6)                      | 34.6 (94.3)                      | 36.8 (98.2)                      | 39.0 (102.2)                     | 40.9 (105.6)                     | 41.2 (106.2)                     | 39.6 (103.3)                     | 36.1 (97.0)                      | 31.9 (89.4)                      | 26.4 (79.5)                      | 41.2 (106.2)                     |
| 平均高温 °C（°F）                | 9.4 (48.9)                       | 11.0 (51.8)                      | 15.0 (59.0)                      | 21.6 (70.9)                      | 26.4 (79.5)                      | 29.2 (84.6)                      | 33.5 (92.3)                      | 33.1 (91.6)                      | 28.5 (83.3)                      | 23.7 (74.7)                      | 18.0 (64.4)                      | 12.5 (54.5)                      | 21.8 (71.3)                      |
| 日均气温 °C（°F）                | 5.4 (41.7)                       | 6.9 (44.4)                       | 10.8 (51.4)                      | 17.0 (62.6)                      | 21.8 (71.2)                      | 25.1 (77.2)                      | 28.7 (83.7)                      | 28.4 (83.1)                      | 24.1 (75.4)                      | 18.9 (66.0)                      | 13.1 (55.6)                      | 7.5 (45.5)                       | 17.3 (63.1)                      |
| 平均低温 °C（°F）                | 2.4 (36.3)                       | 3.9 (39.0)                       | 7.6 (45.7)                       | 13.3 (55.9)                      | 18.1 (64.6)                      | 21.8 (71.2)                      | 24.9 (76.8)                      | 24.7 (76.5)                      | 20.7 (69.3)                      | 15.2 (59.4)                      | 9.3 (48.7)                       | 3.7 (38.7)                       | 13.8 (56.8)                      |
| 历史最低温 °C（°F）              | −10.4 (13.3)                     | −8.9 (16.0)                      | −2.9 (26.8)                      | 2.1 (35.8)                       | 9.4 (48.9)                       | 14.4 (57.9)                      | 19.3 (66.7)                      | 18.0 (64.4)                      | 12.0 (53.6)                      | 2.1 (35.8)                       | −3.6 (25.5)                      | −7 (19)                          | −10.4 (13.3)                     |
| 平均降水量 mm（）                | 79.8 (3.14)                      | 111.5 (4.39)                     | 202.7 (7.98)                     | 214.8 (8.46)                     | 235.2 (9.26)                     | 316.3 (12.45)                    | 153.1 (6.03)                     | 101.6 (4.00)                     | 99.9 (3.93)                      | 76.9 (3.03)                      | 62.0 (2.44)                      | 51.2 (2.02)                      | 1,705 (67.13)                    |
| 平均降水天数（≥ 0.1 mm）         | 13.7                             | 14.5                             | 19.0                             | 18.1                             | 16.8                             | 16.8                             | 11.7                             | 12.1                             | 10.3                             | 9.7                              | 8.2                              | 8.6                              | 159.5                            |
| 平均相對濕度（％）               | 80                               | 80                               | 82                               | 80                               | 79                               | 82                               | 77                               | 76                               | 79                               | 78                               | 77                               | 76                               | 79                               |
| 月均日照時數                     | 101.3                            | 90.2                             | 92.8                             | 118.0                            | 145.5                            | 150.2                            | 237.9                            | 239.6                            | 181.5                            | 166.1                            | 145.1                            | 141.6                            | 1,809.8                          |
| 可照百分比                       | 31                               | 29                               | 25                               | 31                               | 35                               | 36                               | 56                               | 59                               | 49                               | 47                               | 45                               | 44                               | 41                               |
| 来源：中国气象局                 |                                  |                                  |                                  |                                  |                                  |                                  |                                  |                                  |                                  |                                  |                                  |                                  |                                  |

### 水系
衢州市境内河流绝大部分属钱塘江水系，流域面积8332.6平方公里，西部与赣、闽交界附近，有一部分河流分别流入长江鄱阳湖水系的乐安江和信江，流域面积约515.8平方公里。
主要河流
- 衢江：钱塘江上游之南源，自双港口起由西向东横贯柯城区、衢江区、龙游县，经兰溪市境内汇入金华江后注入兰江，主河道流程81.5公里，河道平均比降0.47‰，流域面积6030平方公里。如包括常山港、江山港、乌溪江等上游水系在内，自安徽休宁县发源至兰溪汇流处止，主河道流程232.9公里，全流域面积为11138平方公里。
- 常山港：衢江北源，发源于皖南休宁县龙田乡青芝埭尖，从开化县齐溪流入市境，在衢城西侧双港口汇江山港之水入衢江。主河道流程164公里，流域面积3355平方公里，主河道比降0.72‰。
- 江山港：衢江南源，发源于仙霞岭北麓之苏州岭龙门岗，在衢城西侧双港口汇常山港之水入衢江。主流长134公里，流域面积1970平方公里，主河道比降0.94‰。
- 乌溪江：发源于福建省浦城县境内的大福罗峰及龙泉县青井，在衢城东侧沈家汇入衢江。主流长161.5公里，流域面积2632平方公里，其中市境内流程63公里，流域面积610平方公里，主河道比降1.5‰。乌溪江水质为一级一类地表水，是市区自来水主水源。

水亭门外衢江全景

### 植被
植被属中亚热带东部常绿阔叶林带。境内可分两个植被区：北部山区属浙皖山丘青冈、苦槠林植被区；南部山区系浙闽山丘甜青、木荷植被区。由于受人类活动的影响，部分天然原生植被已被次生植被和人工培育植被所取代。目前主要有以松、杉为主的针叶林，以甜槠、青冈、白雪、木荷为主的常绿阔叶林，毛竹、薪炭林；域内珍贵树种有银杏、水杉、苏铁、南方红豆杉、白豆杉、金钱松、鹅掌揪、连香树、杜仲、香果树、长序榆、凹叶厚朴、闽楠、花榈木、毛江椿、长柄双花木、香樟、浙江楠、榧树、秃杉、喜树、福建柏、厚朴、山豆根、七子花、野大豆等，已列入国家级自然保护区3处，省级自然保护小区27处。经济林有油茶、板栗、柑桔、茶叶、柿等。系浙江木材、毛竹、柑桔、油茶、茶叶生产产区。全市森林覆盖率达71.5%，是全国十个森林覆盖率较高的地级市之一；2012年被评为国家森林城市。

## 政治

### 现任领导
| 机构     | · 中国共产党 · 衢州市委员会 | 衢州市人民代表大会 常务委员会 | 衢州市人民政府       | · 中国人民政治协商会议 · 衢州市委员会 |
| 职务     | 书记                        | 主任                          | 市长                 | 主席                                  |
| -------- | --------------------------- | ----------------------------- | -------------------- | ------------------------------------- |
| 姓名     | 高屹                        | 吴国升                        | 徐张艳（女）         | 方健忠                                |
| 民族     | 汉族                        | 汉族                          | 汉族                 | 汉族                                  |
| 籍贯     | 安徽省含山县                | 浙江省兰溪市                  | 浙江省舟山市         | 浙江省兰溪市                          |
| 出生日期 | 1970年9月（54歲）           | 1963年7月（61—62歲）          | 1972年7月（52—53歲） | 1964年5月（61歲）                     |
| 就任日期 | 2022年3月                   | 2020年4月                     | 2022年3月            | 2022年4月                             |

### 历任领导
| 市委书记 - 陈文韶（1985年6月－1987年1月） - 鲁松庭（1987年1月－1990年9月） - 张友余（1990年9月－1992年4月） - 郭学焕（1992年4月－1995年5月） - 沈雷（1995年5月－1998年3月） - 茅临生（1998年3月－2002年1月） - 蔡奇（2002年3月－2004年5月） - 厉志海（2004年5月－2008年2月） - 孙建国（2008年4月－2011年9月） - 赵一德（2011年9月－2012年5月） - 陈新（2012年5月－2018年2月） - 徐文光（2018年2月－2021年6月） - 汤飞帆（2021年6月－2022年2月） - 高屹（2022年3月－） | 市长 - 姚云（1985年6月－1987年8月） - 王余良（1987年8月－1990年1月） - 郭学焕（1990年1月－1994年8月） - 张达洋（1994年8月－1998年3月） - 叶继革（1998年3月－1999年5月） - 蔡奇（1999年5月－2002年3月） - 厉志海（2002年3月－2004年4月） - 孙建国（2004年5月－2009年1月） - 尚清（2009年2月－2012年1月） - 陈新（2012年3月－2012年5月） - 沈仁康（2012年5月－2014年7月） - 杜世源（2014年7月－2016年11月） - 徐文光（2016年12月－2018年2月） - 汤飞帆（2018年2月－2021年6月） - 高屹（2021年6月－2022年3月） - 徐张艳（2022年3月－） |

### 行政区划
衢州市现辖2个市辖区、3个县，代管1个县级市。
- 市辖区：柯城区、衢江区
- 县级市：江山市
- 县：常山县、开化县、龙游县

## 人口
根据2020年第七次全国人口普查，全市常住人口为2,276,184人。同第六次全国人口普查的2,122,661人相比，十年共增加了153,523人，增长7.23%，年平均增长率为0.7%。其中，男性人口为1,161,813人，占总人口的51.04%；女性人口为1,114,371人，占总人口的48.96%。总人口性别比（以女性为100）为104.26。0－14岁的人口为335,773人，占总人口的14.75%；15－59岁的人口为1,361,259人，占总人口的59.8%；60岁及以上的人口为579,152人，占总人口的25.44%，其中65岁及以上的人口为420,138人，占总人口的18.46%。居住在城镇的人口为1,310,498人，占总人口的57.57%；居住在乡村的人口为965,686人，占总人口的42.43%。

### 民族
全市常住人口中，汉族人口为2,239,910人，占98.41%；各少数民族人口为36,274人，占1.59%。与2010年第六次全国人口普查相比，汉族人口增加144,410人，增长6.89%，占总人口比例下降0.31个百分点；各少数民族人口增加9,113人，增长33.55%，占总人口比例增加0.31个百分点。

## 经济
衢州主要產業有化學工業，建材，造紙，農業等。其中特色產業有氟化工，水泥，造紙，新型硅材料等。農業方面柑橘種植亦十分有名。境內巨化集團公司為1958年成立的全國500強特大型企業，為浙江省最大的化工生產基地；位于大洲镇后祝村的中核集团浙江衢州铀业公司（原771铀矿）曾为中国第一颗原子弹提供铀矿石材料。2012年，全市国内生产总值982.75亿元人民币，社会消费品零售总额396.36亿元，进出口总额30.18亿美元，其中：出口18.59亿美元，进口11.59亿美元。年末金融机构本外币存款余额1299.52亿元，城乡居民本外币储蓄存款余额608.73亿元。年末民用汽车拥有量17.73万辆，私人汽车拥有量15.05万辆。全市城镇居民人均可支配收入26232元，市区城镇居民人均可支配收入28187元，全市农村居民人均纯收入10714元。城镇居民人均住房建筑面积38.95平方米，农村居民人均住房面积66平方米。

## 交通

### 航空

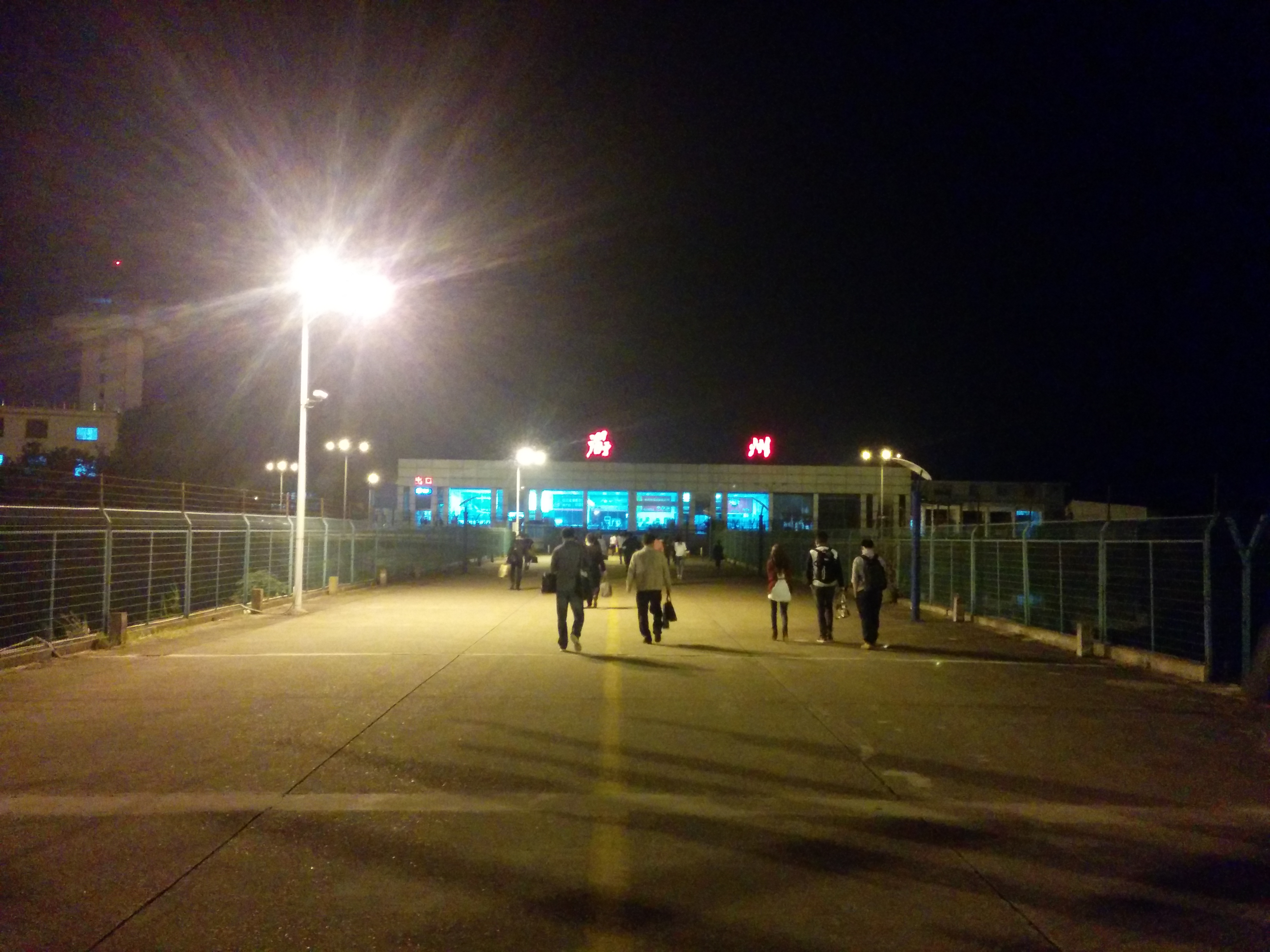
衢州机场夜景

衢州机场为4C级机场，位于衢州老城区市中心东面约三公里，修建于民国二十二年（1933）。目前主要有北京、厦门、深圳、青岛和昆明等航线。衢州机场搬迁已经列入十四五民航规划，预计在2024年底开始动工建设。
距离衢州最近的国际机场是杭州萧山国际机场。

### 铁路

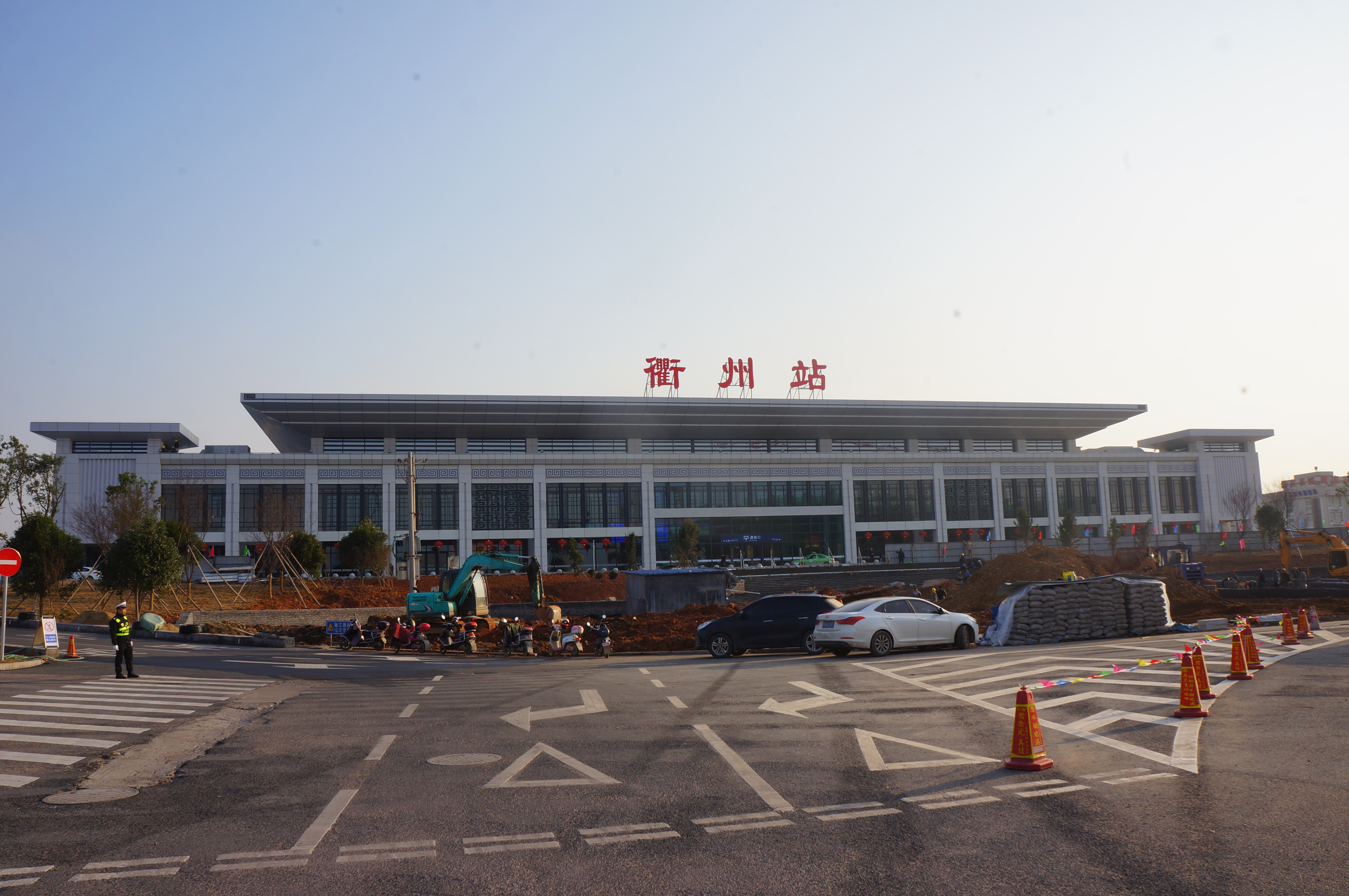
衢州站站房

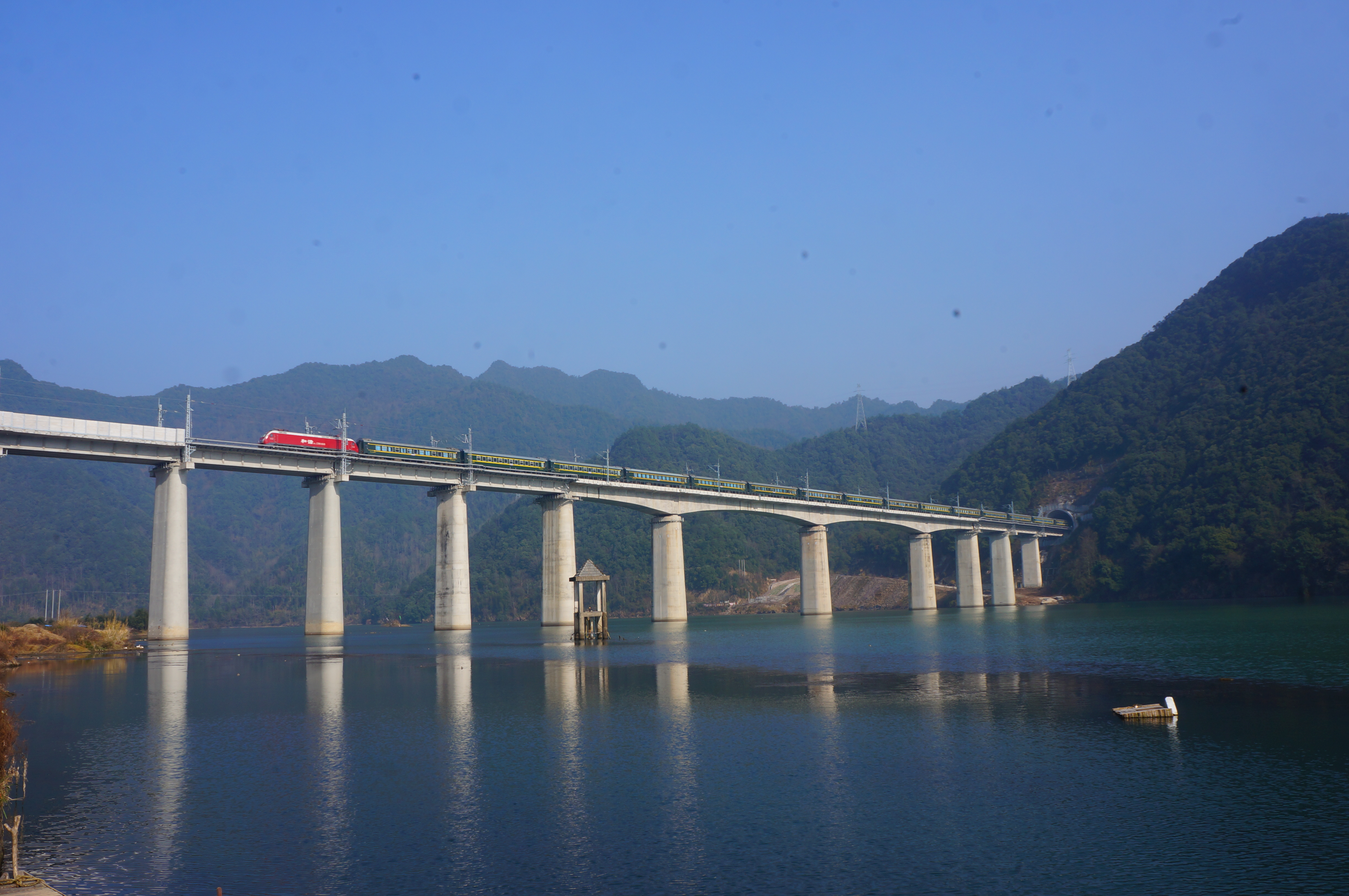
衢九铁路长风水库大桥

最高时速200公里/小时的沪昆铁路电气化复线和时速350公里/小时的沪昆客运专线横贯市境，前身是始建于20世纪30年代的杭江铁路，依次有龙游站、衢州站、江山站三个大站，其中衢州站为二等站，龙游和江山站为三等站。
衢九铁路为最高时速200公里/小时的复线电气化客货混线铁路，是衢州通向景德镇、九江、武汉等地的新通道，新建常山站、开化等站，于2017年12月28日通车。
衢宁铁路是从浙江省衢州市至福建省宁德市的铁路线，起于衢州站，途经遂昌、松阳、龙泉、庆元、松溪、政和、建瓯、屏南、周宁，终于宁德站（其中衢州至松阳段与衢州-丽水铁路共线），全长361.54公里，最高时速160km/h，电力牵引，是以货运为主，兼顾客运的区域性铁路，2020年9月通车。
建设中的衢丽铁路是浙江省衢州市至丽水市的快速铁路，是衢九铁路的延伸段。衢丽铁路起自衢宁铁路松阳站，途经丽水市松阳县、莲都区，终于金温线丽水站，新建正线长度65.30公里 。
新建杭衢高速铁路计划于2025年建成通车，在衢州市新建衢州西站与衢江站。
衢州轨道交通已暂缓。2021年8月以来，国家发改委严控轨道交通建设，对轨道交通建设提出新的要求。目前，衢州轨道交通一号线项目已完成可行性研究报告编制，但市区轨道交通项目因国家政策原因暂缓实施。

### 公路

#### 公路建设
衢州东西向的主要公路有 杭金衢高速、 杭新景高速、 351国道等；南北向的主要公路有 黄衢南高速、 龙丽温高速、 205国道、 320国道和46省道等。目前从衢州到浙江省内各地市均在3小时以内。

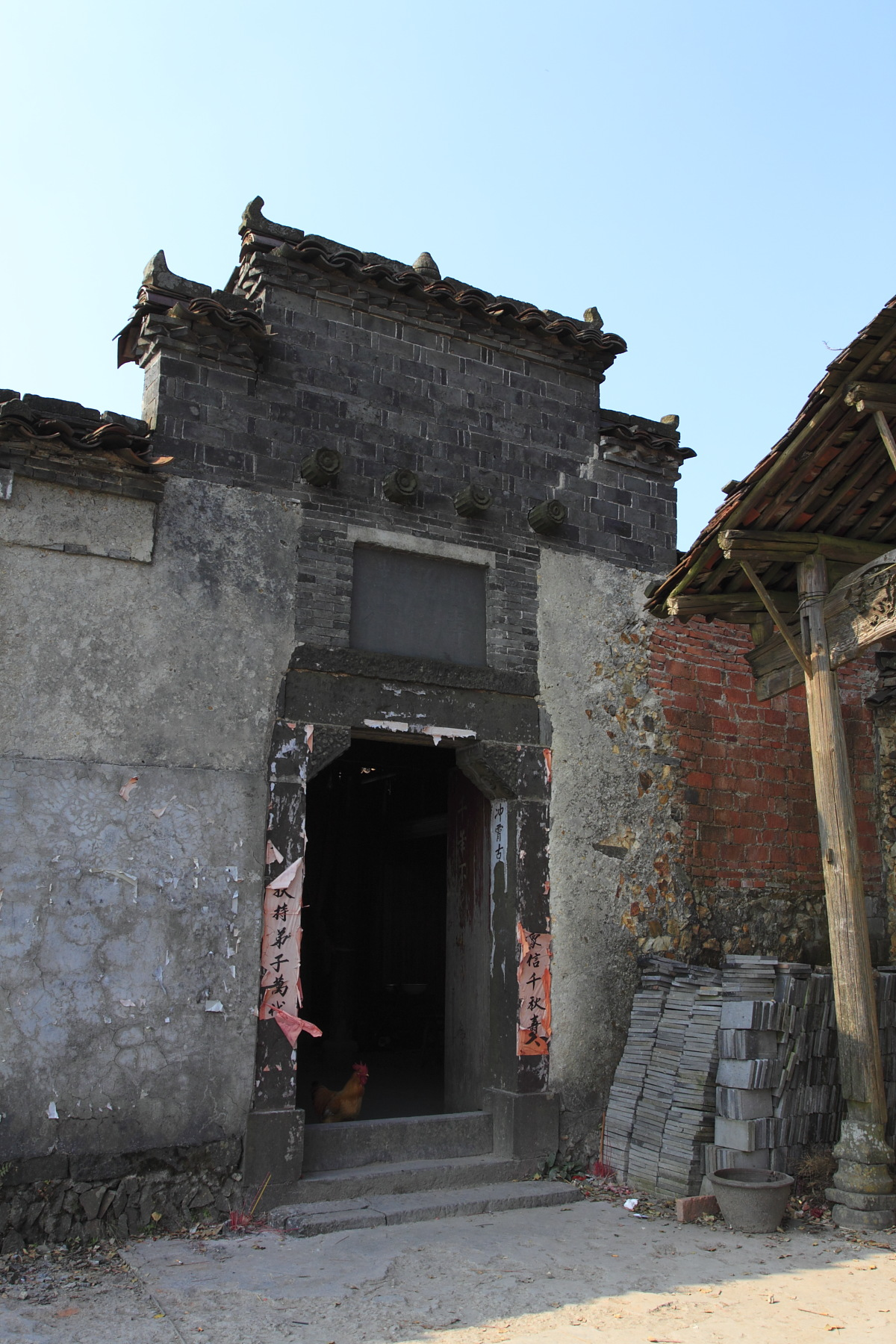
嵩峰山嵩峰寺

#### 公路客运
衢州市长途客运中心位于荷花中路411号，衢州火车站北侧1公里，有发往省内各地和省外婺源、浦城、玉山、德兴等地的班车。
浙江省道路运输公众信息服务网可查询时刻、票务信息等。

### 内河航运
历史上，衢州是钱塘江航运的水路枢纽，古代进出福建的人流、物流主要通过衢州中转。60年代，修建富春江水电站导致钱塘江航运上下游中断，衢州航运随之衰落。
钱塘江航运开发为建设渠化枢纽，最终形成从杭州到衢州的钱塘江IV级500吨航道。富春江船闸改扩建工程于2011年12月动工。衢江的四座枢纽中，塔底、小溪滩已竣工，红船豆、安仁铺在建。
2019年1月，钱塘江中上游航道全线通航，衢州地区实现“通江达海”，水路运输呈快速增长态势。截至2022年4月13日0时，衢州港今年已完成货物吞吐量486.66万吨，自衢州港开港以来累计货物吞吐量首次突破1000万吨。现有龙游港区、衢江港区。

### 市内公交
衢州的市区公交主要以老城区、巨化、衢江区、西区之间的线路和通往农村的农村线路为主，其中老城区为一位或两位数字，往巨化方向多以1开头，通往衢江新区的公交多以3开头，通往农村的公交多以5开头，通往江山龙游常山城区的城际公交以6开头。

### 出租车
衢州的出租车以青色的富康、红色的爱丽舍及桑塔纳志俊为主。起步价8元/2.5公里，超过两公里每公里2.2元，超过8公里如果是单程计费，每公里1.8元的基础上加收50%，增加夜间加成20%；途中等候计费不变，即在营运过程中3分钟内免费等候，超过3分钟后，每3分钟折合一公里计费。目前，衢州市区出租车大部分采用天然气能源。

## 物产

### 矿产资源
衢州市地处两大地质构造单元的交接部位，地层发育较全，成矿地质条件较好，全市已发现矿产50种，探明储量的矿产32种,矿产地96处，其中大型矿床5处，中型矿床15处。已探明矿产中居全省前列的有石煤、石灰岩、黄铁矿、叶蜡石、大理岩、耐火粘土、铀矿等。位居全国前十位的有石煤、石灰岩矿。

## 教育
衢州市现有两所高等院校：衢州学院、衢州职业技术学院。
现有高中：衢州二中、衢州一中、衢州三中、衢州高级中学、江山中学、龙游中学、开化中学、常山一中等。

## 文化
與衢州有關的詩詞有《游衢州乌石山观僧房画山水》、《衢州江上别李秀才》、《衢州徐员外使君遗以缟纻兼竹书箱因成一篇用答佳贶》、《自渔梁驿至衢州大雪有怀》、《衢州道中》、《寄平甫弟衢州道中》、《衢州城外》、《衢州近城果园》、《衢州杂兴二首其一》、《奏乞奉祠留衢州皇华馆待命》、《送衢州孔明达官郡学得代送行次韵》、《次韵和衢州席刑部早秋》、《衢州道中作》、《重寄郭衢州》、《沈德远守衢州用林子长通判送行韵》、《为施衢州作超览堂诗三首其一》、《题衢州石壁寺》、《衢州早行》、《将从衢州陆行至常山》、《寄郭衢州》、《寄题周源员外衢州萃贤亭》、《留衢州王彦博周钦止徐审知》、《送衢州崔员外》、《施衢州除浙西提刑以诗寄饯三首其一》、《飞花行赠马衢州》、《送王希赴任衢州判官》及《寄怀章衢州辛越州》等。

### 方言简介
衢州地区大部分人群说的是吴语，如：衢州话、常山话、开化话、龙游话、江山话，除此之外还存在赣语南丰腔南丰话、闽南话、江淮官话、畲语、徽语、客家话等太平天国运动后新移民带来的语言。

### 小吃
最著名的是“三头一掌”。“三头”指的是鸭头、兔头、鱼头。“一掌”指的是鸭掌。不老神鸡也是衢州美食的代表，制作过程添加多味中药，滋补养生。此外，还有传统小吃邵永丰麻饼、冻米糖、芙蓉糕、花生糖等。夏日冷饮水晶糕亦十分有特色，使用淀粉、糖水、薄荷制成，水晶糕晶莹剔透、嚼起来有韧性，冰凉爽口。

### 城市品牌
衢州市的城市品牌为“南孔圣地、衢州有礼”，于2018年正式推出。官方称其将衢州最具特色、最富代表性的文化元素深度融合。其主要包括城市宣传标志以及城市吉祥物。
衢州城市品牌标识官方名为“作揖礼”，其以衢州地图、孔子行礼图为核心创意元素，将“南孔圣地、衢州有礼”城市品牌主题巧妙融合；城市吉祥物为快乐小鹿。

## 风景名胜
世界自然遗产
- 江郎山，位于江山市南部石门镇。

国家级重点文物保护单位
- 孔氏南宗家庙，位于衢州市区新桥街。
- 湖镇舍利塔，位于龙游县东部湖镇。
- 衢州城墙，位于衢州市区。
- 三卿口制瓷作坊，位於江山市峡口镇。
- 小南海石室（龙游石窟），位于龙游县小南海镇。
- 周宣灵王庙，位于衢州市柯城区。
- 宗祠、民居：关西世家、绍衣堂（及横山塔）、鸡鸣山民居苑、南坞杨氏宗祠、车塘村吴氏宗祠、三槐堂、北二蓝氏宗祠、三门源叶氏民居。

国家重点公园
- 衢州府山公园，位于衢州市区，北起新桥街，南至南湖，东起府东街，西至马站底，是历代府衙驻地。

国家森林公园
- 钱江源国家森林公园，位于开化县。
- 紫微山国家森林公园，包括天脊龙门、药王山等景区，位于衢州市区。
- 仙霞山国家森林公园，位于江山市。
- 三衢国家森林公园，位于常山县。
- 大竹海国家森林公园，位于龙游县。

国家地质公园
- 常山国家地质公园，位于常山县。

国家级自然保护区
- 古田山国家级自然保护区，位于开化县。

国家湿地公园
- 乌溪江国家湿地公园，位于衢州市区。

国家重点风景名胜区
- 江郎山，位于江山市南部石门镇。

国家生态度假旅游实验区
- 五龙湖，位于柯城区航埠镇、石梁镇、沟溪乡交界处。

中国历史文化名镇
- 廿八都镇，位于江山市南部廿八都镇。

中国历史文化名村
- 三门源村，位于龙游县北部石佛乡。

其他景区
- 烂柯山

## 城市荣誉
- 国家历史文化名城
- 国家卫生城市
- 国家级生态示范区
- 国家园林城市
- 国家森林城市
- 中国优秀旅游城市
- 国家休闲区创建试点城市
- 全国文明城市（第六批入选）

## 传说
蒲松龄在其著作《聊齋志異》中记载有衢州三怪的传说：“张握仲从戎衢州，言：‘衢州夜静时，人莫敢独行。钟楼上有鬼，头上一角，象貌狞恶，闻人行声即下。人驰而奔，鬼亦遂去。然见之辄病，且多死者。又城中一塘，夜出白布一匹，如匹练横地。过者拾之，即卷入水。又有鸭鬼，夜既静，塘边并寂无一物，若闻鸭声，人即病。’”。现在衢州城内依然存在着钟楼（独角鬼）、县学塘（白布怪）、蛟池塘（鸭怪）。

## 特产
衢州竹炭及其制品、衢州椪柑、衢州莹白瓷：中国地理标志产品。
常山胡柚、常山山茶油、开化龙顶茶等。

## 友好城市
- 美国明尼苏达州雷德温（1994.10.06）
- 苏姆盖特（2002.11.08）

以下为友好关系：
- 日本栃木縣佐野市（1997.11.11）
- 義大利卡坦扎罗省（2011.11.14）
- 西班牙穆西亚（2012.08.27）
- 南非茵佛里尼（2012.05.24）
- 库塔伊西（2001.05.28）
- 亞美尼亞瓦纳佐尔（2001.05.29）